# لاين كون
لاين كون (بالإنجليزية: Iain Conn)‏ هو رائد أعمال بريطاني، ولد في 22 أكتوبر 1962 في ماسلبره في المملكة المتحدة.

## وصلات خارجية
- لاين كون على موقع إن إن دي بي (الإنجليزية)